# Division 1 Féminine 2007-2008
La Division 1 Féminine 2007-2008 è stata la 34ª edizione della massima divisione del campionato francese femminile di calcio organizzato dalla federazione calcistica della Francia (Fédération Française de Football - FFF). Il campionato è iniziato il 2 settembre 2007 e si è concluso l'8 giugno 2008. L'Olympique Lione ha vinto il campionato per il secondo anno consecutivo. Capocannoniere del torneo è stata la francese Laëtitia Tonazzi (FCF Juvisy) con 27 reti realizzate.

## Stagione

### Novità
Dalla Division 1 Féminine 2006-2007 sono stati retrocessi in Division 2 Féminine il Condéen e il Compiègne, inoltre al termine del campionato la federazione francese decise di non iscrivere il CNFE Clairefontaine, lasciando un posto libero. Di conseguenza dalla Division 2 Féminine sono state promosse tre squadre, il Saint-Étienne e il Vendenheim come vincitori del torneo e l'Évreux a completamento organico.

### Formato
Le 12 squadre si affrontano in un girone all'italiana con partite di andata e ritorno, per un totale di 22 giornate. Nuovamente il sistema di punteggio prevede quattro punti in caso di vittoria, due per il pareggio e uno a sconfitta. La squadra prima classificata è campione di Francia, mentre le ultime due classificate retrocedono in Division 2. La squadra vincitrice del campionato è ammessa alla UEFA Women's Cup 2008-2009 direttamente dai sedicesimi di finale.

## Squadre partecipanti
| Club                | Città            | Stadio                  | Stagione 2007-2008      |
| ------------------- | ---------------- | ----------------------- | ----------------------- |
| Évreux              | Évreux           | Stadio Jean Bouin       | 4º posto in Division 2  |
| La Roche-sur-Yon    | La Roche-sur-Yon | Stadio de Saint André   | 9º posto in Division 1  |
| Hénin-Beaumont      | Hénin-Beaumont   | Stadio Raymonde Delabre | 10º posto in Division 1 |
| FCF Juvisy          | Juvisy-sur-Orge  | Stadio Georges Maquin   | 3º posto in Division 1  |
| Montpellier         | Montpellier      | Stadio Joseph Blanc     | 2º posto in Division 1  |
| Olympique Lione     | Lione            | Stade de Gerland        | Campione di Francia     |
| Paris Saint-Germain | Parigi           | Stadio George-Lefèvre   | 7º posto in Division 1  |
| Saint-Étienne       | Saint-Étienne    | Stadio Léon Nautin      | 2º posto in Division 2  |
| Soyaux              | Soyaux           | Stadio Léo Lagrange     | 4º posto in Division 1  |
| Stade Briochin      | Saint-Brieuc     | Stadio Fred Aubert      | 6º posto in Division 1  |
| Tolosa              | Tolosa           | Stadio de la Ramée      | 8º posto in Division 1  |
| Vendenheim          | Vendenheim       | Stadio Waldeck          | 1º posto in Division 2  |

## Classifica finale
|  | Pos. | Squadra             | Pt | G  | V  | N | P  | GF | GS | DR  |
|  | ---- | ------------------- | -- | -- | -- | - | -- | -- | -- | --- |
|  | 1.   | Olympique Lione     | 80 | 22 | 18 | 4 | 0  | 93 | 4  | +89 |
|  | 2.   | FCF Juvisy          | 73 | 22 | 15 | 6 | 1  | 72 | 13 | +59 |
|  | 3.   | Montpellier         | 63 | 22 | 11 | 8 | 3  | 43 | 15 | +28 |
|  | 4.   | Saint-Étienne       | 56 | 22 | 10 | 4 | 8  | 28 | 22 | +6  |
|  | 5.   | Paris Saint-Germain | 53 | 22 | 9  | 4 | 9  | 25 | 33 | -8  |
|  | 6.   | Soyaux              | 52 | 22 | 9  | 3 | 10 | 31 | 32 | -1  |
|  | 7.   | Vendenheim          | 49 | 22 | 8  | 3 | 11 | 34 | 60 | -26 |
|  | 8.   | Tolosa              | 48 | 22 | 8  | 2 | 12 | 26 | 46 | -20 |
|  | 9.   | Hénin-Beaumont      | 46 | 22 | 8  | 0 | 14 | 29 | 58 | -29 |
|  | 10.  | Stade Briochin      | 43 | 22 | 6  | 3 | 13 | 28 | 54 | -26 |
|  | 11.  | La Roche-sur-Yon    | 41 | 22 | 6  | 1 | 15 | 20 | 38 | -18 |
|  | 12.  | Évreux              | 35 | 22 | 3  | 4 | 15 | 11 | 65 | -54 |

Legenda:
      Campione di Francia e ammessa alla UEFA Women's Cup 2008-2009.
      Retrocesse in Division 2.
Note:
Quattro punti a vittoria, due a pareggio, uno a sconfitta.

## Risultati

### Tabellone
|                  | Évr  | Hén  | Juv  | RsY  | Mon  | Oly  | PSG  | Sai  | Soy  | StB  | Tol  | Ven  |
| ---------------- | ---- | ---- | ---- | ---- | ---- | ---- | ---- | ---- | ---- | ---- | ---- | ---- |
| Évreux           | –––– | 0-3  | 1-6  | 1-0  | 0-0  | 0-2  | 0-0  | 1-1  | 0-1  | 2-2  | 0-3  | 1-0  |
| Hénin-Beaumont   | 6-0  | –––– | 0-4  | 0-2  | 2-1  | 0-5  | 0-2  | 3-2  | 0-2  | 3-2  | 4-2  | 0-2  |
| Juvisy           | 14-2 | 2-0  | –––– | 4-0  | 0-1  | 1-1  | 1-1  | 1-0  | 2-1  | 7-0  | 0-0  | 6-1  |
| La Roche-sur-Yon | 2-0  | 0-3  | 0-0  | –––– | 1-3  | 1-5  | 1-2  | 2-3  | 3-1  | 2-3  | 3-0  | 1-0  |
| Montpellier      | 3-0  | 4-0  | 2-2  | 1-2  | –––– | 0-2  | 5-1  | 1-0  | 0-0  | 2-1  | 1-1  | 5-0  |
| O. Lione         | 9-0  | 11-0 | 0-0  | 4-0  | 0-0  | –––– | 4-0  | 1-0  | 6-0  | 8-1  | 10-0 | 10-0 |
| Paris SG         | 1-2  | 1-0  | 0-2  | 1-0  | 0-7  | 0-2  | –––– | 3-0  | 0-3  | 1-0  | 0-1  | 2-2  |
| Saint-Étienne    | 2-0  | 2-0  | 1-2  | 1-0  | 1-1  | 0-0  | 0-0  | –––– | 1-0  | 1-0  | 3-0  | 1-3  |
| Soyaux           | 2-1  | 1-2  | 0-3  | 2-0  | 0-1  | 0-3  | 0-1  | 2-0  | –––– | 1-1  | 3-1  | 5-0  |
| Stade Briochin   | 3-0  | 3-2  | 0-4  | 1-0  | 2-2  | 1-6  | 0-5  | 0-1  | 2-4  | –––– | 2-0  | 0-2  |
| Tolosa           | 3-0  | 3-1  | 0-4  | 1-0  | 0-3  | 0-1  | 0-3  | 0-1  | 4-2  | 1-0  | –––– | 5-2  |
| Vendenheim       | 2-0  | 7-0  | 2-7  | 2-0  | 0-0  | 0-3  | 3-1  | 2-7  | 1-1  | 0-4  | 3-1  | –––– |

## Statistiche

### Classifica marcatrici
| Gol |  |  | Giocatore            | Squadra         |
| --- |  |  | -------------------- | --------------- |
| 27  |  |  | Laëtitia Tonazzi     | FCF Juvisy      |
| 25  |  |  | Sandrine Brétigny    | Olympique Lione |
| 17  |  |  | Élodie Ramos         | Montpellier     |
| 16  |  |  | Marie-Laure Delie    | Paris SG        |
| 15  |  |  | Hoda Lattaf          | Olympique Lione |
| 15  |  |  | Corinne Lebailly     | Vendenheim      |
| 12  |  |  | Amélie Coquet        | FCF Juvisy      |
| 11  |  |  | Julia Dany           | FCF Juvisy      |
| 11  |  |  | Charlotte Lozé       | Montpellier     |
| 10  |  |  | Marie-Pierre Castera | Tolosa          |
| 10  |  |  | Kátia                | Olympique Lione |
| 9   |  |  | Nora Coton-Pélagie   | Soyaux          |
| 8   |  |  | Camille Abily        | Olympique Lione |
| 8   |  |  | Louisa Nécib         | Olympique Lione |